# La bandiera sventola ancora
La bandiera sventola ancora (Edge of Darkness) è un film del 1943 diretto da Lewis Milestone.
Pellicola bellica statunitense ha per protagonisti Erroll Flynn e Ann Sheridan.

## Trama
Nel 1942, durante la seconda guerra mondiale, i piloti di un aereo tedesco in ricognizione sulla costa della Norvegia occupata dai nazisti notano che una bandiera norvegese, invece di quella del Reich, è issata sopra il villaggio di Trollness. Viene ordinata un'inchiesta, e nel sopralluogo che ne segue tutti gli abitanti del villaggio, compreso il contingente tedesco guidato dal capitano König vengono trovati morti, nelle strade, nelle case, e nelle campagne circostanti.
Nel villaggio era attivo un gruppo di resistenza, guidato da Gunnar Brogge, capo dell'unione dei pescatori, e fiancheggiato, fra gli altri, dalla sua fidanzata Karen, figlia di Martin Stensgard, lo stimato medico del villaggio, e da Gerd, proprietaria dell'albergo nel quale si è insediato il quartier generale tedesco, il cui padre è stato ucciso dai nazisti, e che è oggetto delle attenzioni di un ufficiale tedesco.
Tutti gli abitanti del villaggio, compresi gli occupanti, sono a conoscenza dell'esistenza di questo gruppo di resistenza, e le opinioni riguardo al fatto di sostenere una resistenza armata sono inizialmente contrastanti. Decisamente collaborazionista, quindi a favore dell'occupazione nazista, è il proprietario della locale industria di inscatolamento del pesce, Kaspar Togersen, che non ha che da guadaganare dalla direttiva tedesca di intensificare la produzione. Egli è lo zio di Karen, nonché di suo fratello Johann, inizialmente collaborazionista (Quisling), che ritorna proprio ora da Oslo, e che è costretto a continuare a collaborare coi nazisti, nonostante si sia ora deciso ad abbracciare la causa patriottica. Altri abitanti del villaggio sono indecisi, fra cui inizialmente il dottor Stensgard. Altri vorrebbero lavorare per la resistenza, ma, nella loro goffaggine, non fanno che peggiorare le cose. Il pastore del villaggio, Aalesen, è contrario alla lotta armata per motivi religiosi.
Un infiltrato britannico comunica al gruppo di resistenza che saranno fornite armi: bisogna solo aspettare il momento opportuno. Le armi vengono sotterrate, ma solo per un espediente non vengono scoperte dai nazisti. In una riunione clandestina in chiesa, il villaggio decide per la lotta armata.
In seguito ad altre vicende, Karen viene violentata da un ufficiale tedesco. Il padre, il dottor Stensgard, allora, uccide il violentatore. Il capitano König, come rappresaglia, ordina che siano uccisi i presunti capi della resistenza, ai quali viene ordinato di scavarsi la fossa. Mentre accade questo, la popolazione del villaggio insorge, armata, contro i tedeschi. Ne nascerà una lotta, al termine della quale tutti i tedeschi morranno. Un soldato tedesco che, prima della disfatta, viene visto issare la bandiera nazista, viene ucciso da Karen. König si uccide.
I resistenti sopravvissuti si dirigono verso le montagne.